# フィサレミン
フィサレミン(Physalaemin)は、ネコガエル属(Physalaemus)のカエルから得られる、P物質と密接に関連するタキキニンペプチドである。1964年に初めて構造が解明された。
他の全てのタキキニンと同様に、フィサレミンは唾液の量を増やす唾液分泌促進薬であり、血管拡張効果もある。